# 24h01
24h01 est une revue trimestrielle belge francophone de journalisme d'auteur et de reportage, créée en octobre 2013 et arrêtée en 2018.
Elle est vendue en Belgique (à Bruxelles et en Wallonie) ainsi qu'à Paris et dans d'autres villes françaises. À mi-chemin entre livre et magazine, 24h01 est le premier mook belge de journalisme.

## Histoire
L'idée de 24h01 germe lors d'un barbecue sur les hauteurs de Namur, fin de l'été 2012. Olivier Hauglustaine, journaliste de formation, discute avec ses amis de l'état de la presse belge. Ensemble, ils dressent ce constat : plus aucun d'entre eux n'est abonné à une publication éditoriale belge. Avec l’apparition de la presse en ligne et des réseaux sociaux, « le rythme de l’information s’est fait toujours plus vertigineux » et toujours plus gratuit. Face à « l'infobésité » croissante qui inonde les médias, ils se lancent le défi de créer une revue d'informations qui irait à contre-courant de cette surcharge informationnelle ambiante. Au fil de la discussion, ils en définissent les premiers grands axes : ralentir le rythme, prendre le temps d'ouvrir calmement les yeux sur la Belgique et sur le monde, donner plus de temps et d'espace à l'information de qualité et ne publier aucune publicité. On cite en sources d'inspiration parmi d'autres le New Yorker ou la revue française XXI.
L'idée prend rapidement des allures plus sérieuses et se meut en véritable projet. Très vite, l'équipe de coordination s'agrandit et des journalistes professionnels, des auteurs, des photographes, des illustrateurs et des graphistes viennent enrichir la réflexion autour de 24h01. Il s'agira d'un mook, contraction du mot magazine et book en anglais, semestriel de 200 pages sans publicité qui fera la part belle au journalisme narratif, au reportage grand format et à une iconographie riche et moderne. Longtemps appelée La Revue, c'est le frère d'Olivier Hauglustaine qui émet pour la première fois le nom 24h01. Derrière cette appellation se cache l'envie de ralentir le rythme et de se donner le temps. Un peu plus d'un an après cette soirée d'été, 24h01 sort son premier numéro en librairie en octobre 2013.
En 2018, l'équipe annonce la fin de parution du magazine pour raison budgétaire.

## Description
Entre livre et magazine, 24h01 se présente initialement sous la forme d'une revue semestrielle de plus 200 pages et a la particularité de ne comporter aucune publicité. Sous-titrée « la revue belge de grands reportages », 24h01 est le premier mook belge de journalisme d'auteur. La revue propose une série de reportages long format (sous forme de textes, de dessins, d'entretiens illustrés, de photos ou de bandes dessinées) qui laissent la place au journalisme narratif. 24h01 est vendu dans plus de 700 librairies en Belgique francophone ainsi que dans quelques grandes villes françaises.
En mars 2017, avec la sortie de son numéro 7, la revue devient trimestrielle. Autres changements : le prix baisse, pour être plus accessible (14,5 € au lieu de 18,5 €), la pagination elle-aussi bien que sensiblement (150 pages), et la publicité fait son apparition avec un concept inédit : les publicités sont redessinées par les illustrateurs de 24h01.
Depuis janvier 2017, la revue propose également un prolongement culturel sur son site, via la plateforme Cult'uur, qui vise à explorer les espaces culturels méconnus ou trop peu couverts en Belgique, des productions qui passent souvent à la trappe. La rédaction choisit ainsi des événements qui s’inscrivent dans la durée (festivals, cycles cinéma, expositions de longue durée) et prend le temps de les raconter, en dépassant le strict cadre de la critique pour évoquer l’histoire du lieu, interviewer les artistes, investir les coulisses.

## Parutions
2013
- no 1 : Dossier « Hors cadre ». Le premier numéro est lancé en grande pompe le 23 octobre 2013 au Wiels[11], à Bruxelles. Son dossier intitulé Hors cadre traitent de ces personnes qui « mènent tous à leur manière une existence décalée »[12].

2014
- no 2 : Dossier « Foot ». Paru en mai 2014[4], soit un mois et demi avant le début de la Coupe du Monde au Brésil, le numéro 2 de 24h01 consacre son dossier « au sport roi et pose le doigt sur la diversité d’une planète foot » en s'intéressant en majeure partie à la Belgique.
- no 3 : Dossier « Prisons : un pied dedans, un pied dehors ». Sorti en octobre 2014, le troisième numéro de 24h01 pose la question du sens de l'enfermement au XXIe siècle dans son dossier consacré aux prisons. À travers une série de reportages et de portraits en Belgique ou aux États-Unis, la revue propose des éléments de réponse.

2015
- no 4 : Dossier « Noblesse belge : les nuances du sang bleu ». Le 24 avril 2015, 24h01 lance son quatrième numéro[13] dans lequel elle dresse notamment le portrait de ces noblesses « diffuses, multiples, perméables à la réalité contemporaine ».
- no 5: Dossier « Climat : vers un monde nouveau ». Pour son édition Automne/Hiver 2015, 24h01 se calque sur l'heure de la COP21, et propose de se projeter dans le monde nouveau qui se profile avec le réchauffement climatique. L'occasion, toujours, de faire le plein de sujets intenses et colorés, d'une rencontre avec les dandys de Kinshasa à la disparition des cabines téléphoniques en Belgique.

2016
- Hors-série « Mons : En quête de renaissance » à l'occasion de Mons 2015, Capitale européenne de la culture.
- no 6 : Dossier « Service militaire. Ça s'en va et ça revient ». Autres titres de couverture: « Bruxelles et le dieu vélo », « Anas Anas le justicier masqué » et « Dans l'arène du jeu vidéo ».

2017
- no 7 : Dossier « Savants Fous. Notre sort est entre leurs mains ». Autres titres de couverture: « Tihange, les Allemands se préparent au pire », « Bienvenue dans le zoo congelé de Californie », « La Vallée de la Semois regrette son tabac ».
- no 8 : Dossier « L'école rebelle ». Autres titres de couverture: « Je travaille avec WikiLeaks », « Village fantôme », « Mossoul, carnet de guerre d'un jeune reporter »

2018
- no 9 : Dossier « Debout les morts, ces cadavres qui nous poursuivent ». Autres titres de dernière couverture: « Vacances en famille, des Belges au Maroc pour se révolter », « Melanie De Biasio, la star du jazz au pied des terrils », « Des Italiens font barrage au TGV du soleil », « De retour en Wallonie, pour un nouveau pacte avec les loups »
- no 10 : Dossier « Obésité, 650 millions d'humains autant de destinées ». Autres titres de couverture: « Aux Pays-Bas, la colère d'un contrôleur de train », « Vie et mort des frais de roaming, la bataille entre Schuman et Strasbourg », « Dans la roue d'Eddy Merckx, épopée d'un cycliste venu de Colombie »

## Personnalités ayant participé au journal

### pour les textes
- Alain Berenbaum : Le Nègre de Mandela no 2
- Bruno Coppens : J'haine la philosophie no 4
- Jean-Luc Fonck : Il était une fois no 1
- Myriam Leroy : La Vérité sur la France no 3
- Jean Quatremer : De l'apathie des Belges no 2
- Éric-Emmanuel Schmitt : Se savoir vivant no 9
- Alex Vizorek : Qui peut le moins, peut le plus no 4
- Isabelle Wéry : Le Corps de ma tata no 10

### pour les illustrations
Renaud De Heyn, Blaise Dehon, Philippe De Kemmeter, Benoît Henken, Jeroen Janssen, Fabienne Loodts, Thomas Mathieu et Yohan Sacré.